# Harmostes serratus
Harmostes serratus är en insektsart som först beskrevs av Fabricius 1775.  Harmostes serratus ingår i släktet Harmostes och familjen smalkantskinnbaggar. Inga underarter finns listade i Catalogue of Life.